# レキント・ハローチョ
レキント・ハローチョ（西: Requinto jarocho）またはギターラ・デ・ソンは、メキシコのベラクルスを起源とする、4弦または5弦の撥弦楽器である。通常は、水牛の角などでできた特別なピックで演奏される。
レキントは、ソン・ハローチョの合奏で使用される。合奏においてアルパ・ハローチャがない場合には、レキントは通常、ソンのメロディーテーマを導入として演奏し、その後、ボーカルのメロディーラインにあわせて即興的に対位法的旋律を提供する演奏を続ける。

## 特徴
レキント・ハローチョは小さなギターのような形である。ボディ、ネック、チューニングヘッドは一枚の木でできている。ボディは薄く、指板は少し盛り上がっている。また、12フレットを持つ。 
4弦のレキントハローチョはADGcの標準的なチューニングに従うことができるが、一般的にGADgとCDGcでもチューニングされている。 一方で5弦のレキントは、最初の標準チューニングの4弦の5半音下に弦を追加し、EADGcにする。 
レキント・ハローチョの弦はナイロン製である。演奏すると、クラシックギターの下4本の弦のような音が鳴る。

## ギャラリー

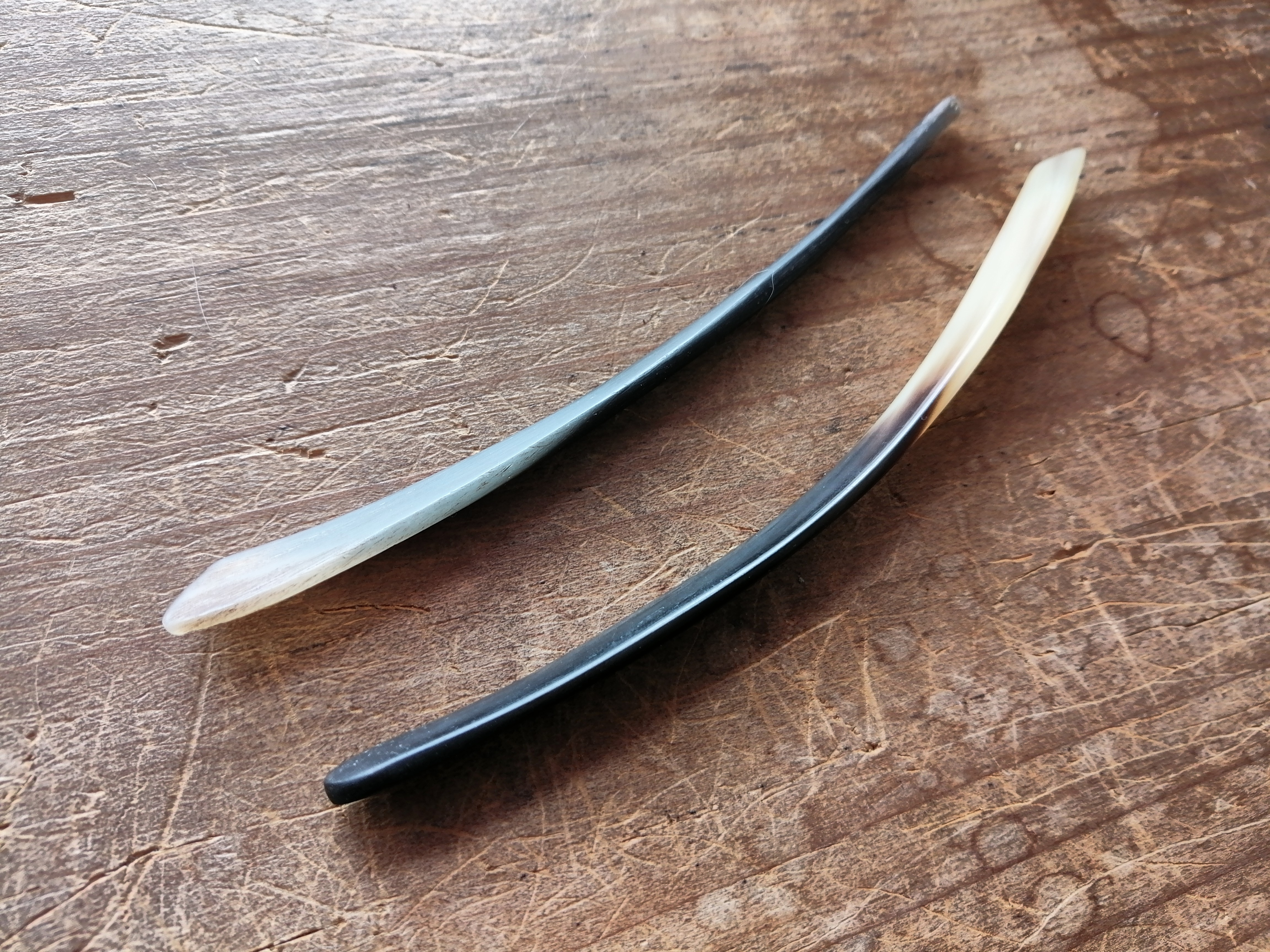
レキントを弾くためのピック
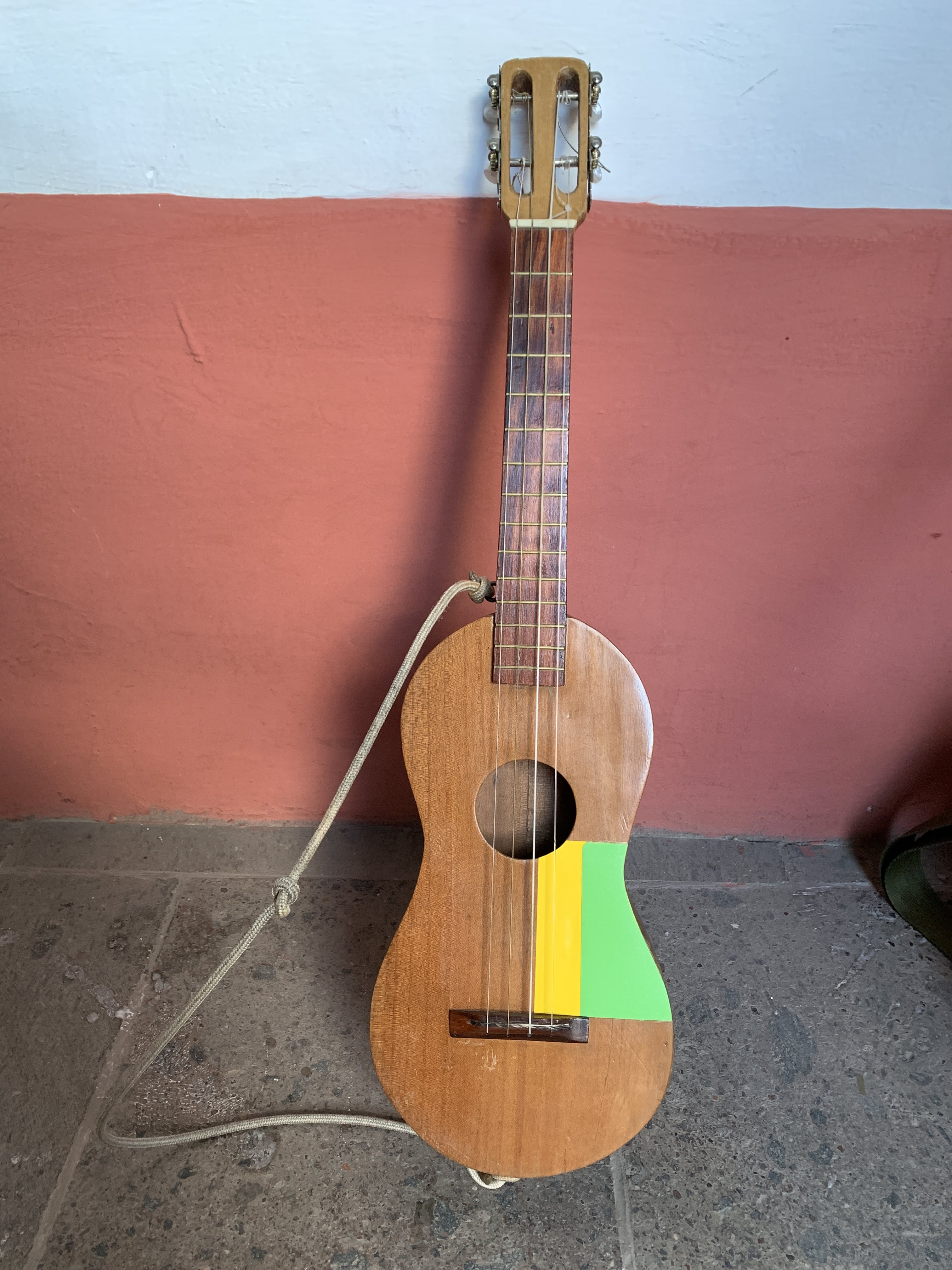
ギターラ・デ・ソン、 または、レキント。